# Birmania en los Juegos Olímpicos de la Juventud 2018
Birmania compitió en los Juegos Olímpicos de la Juventud 2018 en Buenos Aires, Argentina, celebrados entre el 6 y el 18 de octubre de 2018. No obtuvo medallas en los juegos.

## Medallero
| Medalla | Oro | Plata | Bronce | Total |
| ------- | --- | ----- | ------ | ----- |
| Total   | 0   | 0     | 0      | 0     |

## Disciplinas

### Tiro con Arco
Femenino
| Atleta         | Evento     | Ronda clasificatoria | Ronda clasificatoria | Ronda de 16        | Cuartos de final        | Semifinales        | Final / BM         | Final / BM |
| Atleta         | Evento     | Puntos               | Puesto               | Oponente Resultado | Oponente Resultado      | Oponente Resultado | Oponente Resultado | Puesto     |
| -------------- | ---------- | -------------------- | -------------------- | ------------------ | ----------------------- | ------------------ | ------------------ | ---------- |
| Pyae Sone Hnin | Individual | 628                  | 24                   | Azzam (EGY) G 6-5  | Kharitonova (RUS) G 6-5 | Zhang (CHN) P 0-6  | No avanzó          | No avanzó  |

### Vela
Birmania recibió el cupo de un barco para competir por el comité tripartito.
Masculino
| Atleta            | Evento      | Regatas | Regatas | Regatas | Regatas | Regatas | Regatas | Regatas | Regatas | Regatas | Regatas | Regatas | Regatas | Regatas | Puntos | Puesto Final |
| Atleta            | Evento      | 1       | 2       | 3       | 4       | 5       | 6       | 7       | 8       | 9       | 10      | 11      | 12      | M*      | Puntos | Puesto Final |
| ----------------- | ----------- | ------- | ------- | ------- | ------- | ------- | ------- | ------- | ------- | ------- | ------- | ------- | ------- | ------- | ------ | ------------ |
| Saw Thaw Thi Htoo | Techno 293+ | 19      | 24      | NT      | NL      |         | NL      | DC      | NL      | DC      | NC      | NL      | NL      | EL      | 267    | 24           |

Referencias: NT: No terminó / NL: No largó / DC: Descalificado / EL: Eliminado